# Paris-Bourges 2014
Paris-Bourges 2014 est la 64e édition de la course cycliste française Paris-Bourges se déroulant le 9 octobre 2014 entre Gien (Loiret) et Bourges (Cher), sur une distance de 190,3 kilomètres.
La course fait partie du calendrier UCI Europe Tour 2014 en catégorie 1.1 et est remportée par l'Allemand John Degenkolb (Giant-Shimano).

## Présentation

### Équipes
Classé en catégorie 1.1 de l'UCI Europe Tour, Paris-Bourges est par conséquent ouvert aux UCI ProTeams dans la limite de 50 % des équipes participantes, aux équipes continentales professionnelles, aux équipes continentales et aux équipes nationales.
Vingt équipes participent à ce Paris-Bourges - six ProTeams, cinq équipes continentales professionnelles et neuf équipes continentales :
| UCI ProTeams        | UCI ProTeams | UCI ProTeams |
| Nom de l'équipe     | Pays         | Code         |
| ------------------- | ------------ | ------------ |
| AG2R La Mondiale    | France       | ALM          |
| Europcar            | France       | EUC          |
| FDJ.fr              | France       | FDJ          |
| Giant-Shimano       | Pays-Bas     | GIA          |
| Tinkoff-Saxo        | Russie       | TCS          |
| Trek Factory Racing | États-Unis   | TFR          |

| Équipes continentales professionnelles | Équipes continentales professionnelles | Équipes continentales professionnelles |
| Nom de l'équipe                        | Pays                                   | Code                                   |
| -------------------------------------- | -------------------------------------- | -------------------------------------- |
| Bretagne-Séché Environnement           | France                                 | BSE                                    |
| Cofidis                                | France                                 | COF                                    |
| IAM                                    | Suisse                                 | IAM                                    |
| Topsport Vlaanderen-Baloise            | Belgique                               | TSV                                    |
| Wanty-Groupe Gobert                    | Belgique                               | WGG                                    |

| Équipes continentales   | Équipes continentales | Équipes continentales |
| Nom de l'équipe         | Pays                  | Code                  |
| ----------------------- | --------------------- | --------------------- |
| BigMat-Auber 93         | France                | BIG                   |
| Bike Aid-Ride for help  | Allemagne             | BAI                   |
| Differdange-Losch       | Luxembourg            | CCD                   |
| La Pomme Marseille 13   | France                | LPM                   |
| Rabobank Development    | Pays-Bas              | RDT                   |
| Roubaix Lille Métropole | France                | RLM                   |
| Verandas Willems        | Belgique              | VER                   |
| Vorarlberg              | Autriche              | VBG                   |
| Wallonie-Bruxelles      | Belgique              | WBC                   |

## Classement final
|    | Coureur             | Pays        | Équipe                  |    | Temps           |
| -- | ------------------- | ----------- | ----------------------- | -- | --------------- |
| 1  | John Degenkolb      | Allemagne   | Giant-Shimano           | en | 4 h 25 min 58 s |
| 2  | Yauheni Hutarovich  | Biélorussie | AG2R La Mondiale        | +  | m.t             |
| 3  | Giacomo Nizzolo     | Italie      | Trek Factory Racing     |    | m.t             |
| 4  | Baptiste Planckaert | Belgique    | Roubaix Lille Métropole |    | m.t             |
| 5  | Jempy Drucker       | Luxembourg  | Wanty-Groupe Gobert     |    | m.t             |
| 6  | Mickaël Delage      | France      | FDJ.fr                  |    | m.t             |
| 7  | Antoine Demoitié    | Belgique    | Wallonie-Bruxelles      |    | m.t             |
| 8  | Vicente Reynés      | Espagne     | IAM                     |    | m.t             |
| 9  | Matti Breschel      | Danemark    | Tinkoff-Saxo            |    | m.t             |
| 10 | Cyril Lemoine       | France      | Cofidis                 |    | m.t             |

## Liste des participants
- Liste de départ complète

| Légende | Légende                                                                    | Légende | Légende                                                    |
| ------- | -------------------------------------------------------------------------- | ------- | ---------------------------------------------------------- |
| Num     | Dossard de départ porté par le coureur sur ce Paris-Bourges                | Pos     | Position à l'arrivée de la course                          |
|         | Indique un maillot de champion national ou mondial, suivi de sa spécialité | NP      | Indique un coureur qui n'a pas pris le départ de la course |
| AB      | Indique un coureur qui n'a pas terminé la course                           | HD      | Indique un coureur qui a terminé la course hors des délais |

| Giant-Shimano GIA | Giant-Shimano GIA     | Giant-Shimano GIA |
| ----------------- | --------------------- | ----------------- |
| Num               | Coureur               | Pos               |
| 1                 | John Degenkolb (GER)  | 1er               |
| 2                 | Brian Bulgaç (NED)    | AB                |
| 3                 | Lawson Craddock (USA) | AB                |
| 4                 | Thomas Damuseau (FRA) | 4e                |
| 5                 | Dries Devenyns (BEL)  | AB                |
| 6                 | Thierry Hupond (FRA)  | NP                |
| 7                 |                       |                   |
| 8                 | Tom Stamsnijder (NED) | 69e               |

| FDJ.fr FDJ | FDJ.fr FDJ              | FDJ.fr FDJ |
| ---------- | ----------------------- | ---------- |
| Num        | Coureur                 | Pos        |
| 11         | William Bonnet (FRA)    | AB         |
| 12         | David Boucher (FRA)     | AB         |
| 13         | Mickaël Delage (FRA)    | 6e         |
| 14         | Lorrenzo Manzin (FRA)   | 12e        |
| 15         | Anthony Geslin (FRA)    | 87e        |
| 16         | Arnaud Courteille (FRA) | 96e        |
| 17         | Yoann Offredo (FRA)     | 36e        |
| 18         | Laurent Pichon (FRA)    | 86e        |

| AG2R La Mondiale ALM | AG2R La Mondiale ALM             | AG2R La Mondiale ALM |
| -------------------- | -------------------------------- | -------------------- |
| Num                  | Coureur                          | Pos                  |
| 21                   | Jimmy Raibaud (FRA)              | 30e                  |
| 22                   | Gediminas Bagdonas (LTU)         | 26e                  |
| 23                   | Damien Gaudin (FRA)              | 102e                 |
| 24                   | Hugo Houle (CAN)                 | AB                   |
| 25                   | Yauheni Hutarovich (BLR) (Route) | 2e                   |
| 26                   | Patrick Gretsch (GER)            | 94e                  |
| 27                   | Sébastien Minard (FRA)           | AB                   |
| 28                   | Sébastien Turgot (FRA)           | 100e                 |

| Europcar EUC | Europcar EUC           | Europcar EUC |
| ------------ | ---------------------- | ------------ |
| Num          | Coureur                | Pos          |
| 31           | Thomas Voeckler (FRA)  | 93e          |
| 32           | Jimmy Engoulvent (FRA) | 99e          |
| 33           | Vincent Jérôme (FRA)   | 41e          |
| 34           | Christophe Kern (FRA)  | 42e          |
| 35           | Morgan Lamoisson (FRA) | AB           |
| 36           | Maxime Méderel (FRA)   | 76e          |
| 37           | Alexandre Pichot (FRA) | 27e          |
| 38           | Angélo Tulik (FRA)     | 33e          |

| Tinkoff-Saxo TCS | Tinkoff-Saxo TCS        | Tinkoff-Saxo TCS |
| ---------------- | ----------------------- | ---------------- |
| Num              | Coureur                 | Pos              |
| 41               | Matti Breschel (DEN)    | 9e               |
| 42               | Rasmus Guldhammer (DEN) | AB               |
| 43               | Michal Kolář (SVK)      | AB               |
| 44               | Roman Kreuziger (CZE)   | 89e              |
| 45               | Jay McCarthy (AUS)      | AB               |
| 46               | Michael Mørkøv (DEN)    | AB               |
| 47               | Evgueni Petrov (RUS)    | 85e              |
| 48               | Nikolay Trusov (RUS)    | 81e              |

| Trek Factory Racing TFR | Trek Factory Racing TFR | Trek Factory Racing TFR |
| ----------------------- | ----------------------- | ----------------------- |
| Num                     | Coureur                 | Pos                     |
| 51                      | Eugenio Alafaci (ITA)   | 84e                     |
| 52                      | Fumiyuki Beppu (JPN)    | AB                      |
| 53                      | Stijn Devolder (BEL)    | 50e                     |
| 54                      | Giacomo Nizzolo (ITA)   | 3e                      |
| 55                      | Alex Kirsch (LUX)       | AB                      |
| 56                      | Grégory Rast (SUI)      | 58e                     |
| 57                      |                         |                         |
| 58                      | Jasper Stuyven (BEL)    | 101e                    |

| Cofidis COF | Cofidis COF              | Cofidis COF |
| ----------- | ------------------------ | ----------- |
| Num         | Coureur                  | Pos         |
| 61          | Romain Hardy (FRA)       | 34e         |
| 62          | Loïc Chetout (FRA)       | AB          |
| 63          | Nicolas Edet (FRA)       | 88e         |
| 64          | Julien Fouchard (FRA)    | 38e         |
| 65          | Cyril Lemoine (FRA)      | 10e         |
| 66          | Guillaume Levarlet (FRA) | 31e         |
| 67          |                          |             |
| 68          | Adrien Petit (FRA)       | AB          |

| Bretagne-Séché Environnement BSE | Bretagne-Séché Environnement BSE | Bretagne-Séché Environnement BSE |
| -------------------------------- | -------------------------------- | -------------------------------- |
| Num                              | Coureur                          | Pos                              |
| 71                               | Anthony Delaplace (FRA)          | 24e                              |
| 72                               | Clément Koretzky (FRA)           | 17e                              |
| 73                               | Romain Feillu (FRA)              | 92e                              |
| 74                               | Christophe Laborie (FRA)         | 43e                              |
| 75                               | Arnaud Gérard (FRA)              | 64e                              |
| 76                               | Pierre-Luc Périchon (FRA)        | 61e                              |
| 77                               | Vegard Stake Laengen (NOR)       | 56e                              |
| 78                               | Florian Vachon (FRA)             | 18e                              |

| IAM | IAM                      | IAM |
| --- | ------------------------ | --- |
| Num | Coureur                  | Pos |
| 81  | Reto Hollenstein (SUI)   | 66e |
| 82  | Sylvain Chavanel (FRA)   | 71e |
| 83  | Sondre Holst Enger (NOR) | AB  |
| 84  | Mathias Frank (SUI)      | 74e |
| 85  | Heinrich Haussler (AUS)  | 95e |
| 86  | Sébastien Hinault (FRA)  | 49e |
| 87  | Roger Kluge (GER)        | 91e |
| 88  | Vicente Reynés (ESP)     | 8e  |

| Topsport Vlaanderen-Baloise TSV | Topsport Vlaanderen-Baloise TSV | Topsport Vlaanderen-Baloise TSV |
| ------------------------------- | ------------------------------- | ------------------------------- |
| Num                             | Coureur                         | Pos                             |
| 91                              | Victor Campenaerts (BEL)        | 60e                             |
| 92                              | Tim Declercq (BEL)              | 83e                             |
| 93                              | Sander Helven (BEL)             | 82e                             |
| 94                              | Eliot Lietaer (BEL)             | 75e                             |
| 95                              | Jarl Salomein (BEL)             | 11e                             |
| 96                              | Preben Van Hecke (BEL)          | 65e                             |
| 97                              | Arthur Vanoverberghe (BEL)      | 54e                             |
| 98                              | Zico Waeytens (BEL)             | 16e                             |

| Wanty-Groupe Gobert WGG | Wanty-Groupe Gobert WGG  | Wanty-Groupe Gobert WGG |
| ----------------------- | ------------------------ | ----------------------- |
| Num                     | Coureur                  | Pos                     |
| 101                     | Thomas Degand (BEL)      | 73e                     |
| 102                     | Tim De Troyer (BEL)      | 47e                     |
| 103                     | Jempy Drucker (LUX)      | 5e                      |
| 104                     | Jan Ghyselinck (BEL)     | AB                      |
| 105                     | Roy Jans (BEL)           | 15e                     |
| 106                     | Björn Leukemans (BEL)    | 63e                     |
| 107                     | Kévin Van Melsen (BEL)   | AB                      |
| 108                     | Frederik Veuchelen (BEL) | 98e                     |

| La Pomme Marseille 13 LPM | La Pomme Marseille 13 LPM  | La Pomme Marseille 13 LPM |
| ------------------------- | -------------------------- | ------------------------- |
| Num                       | Coureur                    | Pos                       |
| 111                       | José Gonçalves (POR)       | 44e                       |
| 112                       | Evaldas Šiškevičius (LTU)  | AB                        |
| 113                       | Julien El Fares (FRA)      | 39e                       |
| 114                       | Benjamin Giraud (FRA)      | 13e                       |
| 115                       | Justin Jules (FRA)         | AB                        |
| 116                       | Yoann Paillot (FRA)        | 70e                       |
| 117                       | Thomas Vaubourzeix (FRA)   | 90e                       |
| 118                       | Clément Saint-Martin (FRA) | 57e                       |

| BigMat-Auber 93 BIG | BigMat-Auber 93 BIG       | BigMat-Auber 93 BIG |
| ------------------- | ------------------------- | ------------------- |
| Num                 | Coureur                   | Pos                 |
| 121                 | Frédéric Brun (FRA)       | 79e                 |
| 122                 | Flavien Dassonville (FRA) | AB                  |
| 123                 | Alo Jakin (EST) (Route)   | 22e                 |
| 124                 | Maxime Renault (FRA)      | 20e                 |
| 125                 | Stéphane Rossetto (FRA)   | 72e                 |
| 126                 | Pierre Gouault (FRA)      | 78e                 |
| 127                 | Théo Vimpère (FRA)        | 77e                 |
| 128                 |                           |                     |

| Roubaix Lille Métropole RLM | Roubaix Lille Métropole RLM | Roubaix Lille Métropole RLM |
| --------------------------- | --------------------------- | --------------------------- |
| Num                         | Coureur                     | Pos                         |
| 131                         | Julien Duval (FRA)          | 48e                         |
| 132                         | Rudy Kowalski (FRA)         | AB                          |
| 133                         | Baptiste Planckaert (BEL)   | 4e                          |
| 134                         | Jérémy Leveau (FRA)         | AB                          |
| 135                         | Jean-Lou Paiani (FRA)       | 37e                         |
| 136                         | Jimmy Turgis (FRA)          | 51e                         |
| 137                         | Timothy Dupont (BEL)        | AB                          |
| 138                         |                             |                             |

| Verandas Willems VER | Verandas Willems VER  | Verandas Willems VER |
| -------------------- | --------------------- | -------------------- |
| Num                  | Coureur               | Pos                  |
| 141                  | Gaëtan Bille (BEL)    | AB                   |
| 142                  | Joren Touquet (BEL)   | AB                   |
| 143                  | Olivier Pardini (BEL) | 67e                  |
| 144                  | Floris Smeyers (BEL)  | AB                   |
| 145                  | Niels Vandyck (BEL)   | 46e                  |
| 146                  | Sten Van Gucht (BEL)  | AB                   |
| 147                  | Emiel Wastyn (BEL)    | AB                   |
| 148                  | Jelle Mannaerts (BEL) | NP                   |

| Wallonie-Bruxelles WBC | Wallonie-Bruxelles WBC   | Wallonie-Bruxelles WBC |
| ---------------------- | ------------------------ | ---------------------- |
| Num                    | Coureur                  | Pos                    |
| 151                    | Olivier Chevalier (BEL)  | AB                     |
| 152                    | Sébastien Delfosse (BEL) | 28e                    |
| 153                    | Antoine Demoitié (BEL)   | 7e                     |
| 154                    | Tom Dernies (BEL)        | 40e                    |
| 155                    | Boris Dron (BEL)         | 52e                    |
| 156                    | Jonathan Dufrasne (BEL)  | 53e                    |
| 157                    | Loïc Pestiaux (BEL)      | AB                     |
| 158                    | Julien Stassen (BEL)     | 45e                    |

| Differdange-Losch CCD | Differdange-Losch CCD  | Differdange-Losch CCD |
| --------------------- | ---------------------- | --------------------- |
| Num                   | Coureur                | Pos                   |
| 161                   | César Bihel (FRA)      | 29e                   |
| 162                   | Johan Coenen (BEL)     | AB                    |
| 163                   | Jānis Dakteris (LAT)   | 19e                   |
| 164                   | Boris Carène (FRA)     | 25e                   |
| 165                   | Gediminas Kaupas (LTU) | AB                    |
| 166                   | Vytautas Kaupas (LTU)  | AB                    |
| 167                   | Joaquín Sobrino (ESP)  | AB                    |
| 168                   |                        |                       |

| Vorarlberg VBG | Vorarlberg VBG           | Vorarlberg VBG |
| -------------- | ------------------------ | -------------- |
| Num            | Coureur                  | Pos            |
| 171            | Nicolas Baldo (FRA)      | 59e            |
| 172            | Andreas Hofer (AUT)      | AB             |
| 173            | Reinier Honig (NED)      | 68e            |
| 174            | Patrick Jäger (AUT)      | AB             |
| 175            | Grischa Janorschke (GER) | AB             |
| 176            | Fabian Schnaidt (GER)    | NP             |
| 177            | Adrien Chenaux (SUI)     | AB             |
| 178            | Nicolas Winter (SUI)     | AB             |

| Rabobank Development RDT | Rabobank Development RDT | Rabobank Development RDT |
| ------------------------ | ------------------------ | ------------------------ |
| Num                      | Coureur                  | Pos                      |
| 181                      | Ricardo van Dongen (NED) | AB                       |
| 182                      | Lennard Hofstede (NED)   | 97e                      |
| 183                      | Martijn Tusveld (NED)    | 55e                      |
| 184                      | Bert-Jan Lindeman (NED)  | 62e                      |
| 185                      | Sam Oomen (NED)          | 32e                      |
| 186                      | Timo Roosen (NED)        | 23e                      |
| 187                      | Ivar Slik (NED)          | 80e                      |
| 188                      | Mike Teunissen (NED)     | 14e                      |

| Bike Aid-Ride for help BAI | Bike Aid-Ride for help BAI | Bike Aid-Ride for help BAI |
| -------------------------- | -------------------------- | -------------------------- |
| Num                        | Coureur                    | Pos                        |
| 191                        |                            |                            |
| 192                        | Lucas Carstensen (GER)     | AB                         |
| 193                        | Mekseb Debesay (ERI)       | 35e                        |
| 194                        | Fabian Fritz (GER)         | AB                         |
| 195                        | Yannick Mayer (GER)        | AB                         |
| 196                        | Meron Amanuel (ERI)        | AB                         |
| 197                        | Timo Schafer (GER)         | AB                         |
| 198                        | Matthias Schnapka (GER)    | AB                         |